# Bouzy-la-Forêt
Bouzy-la-Forêt là một xã trong tỉnh Loiret, vùng Centre-Val de Loire bắc trung bộ nước Pháp. Xã này nằm ở khu vực có độ cao từ 113-142 mét trên mực nước biển.